# Västerbyträsket
Västerbyträsket är en sjö på Nämdö i Värmdö kommun i Södermanland och ingår i Tyresån-Trosaåns kustområde. Sjön har en area på 0,0738 kvadratkilometer och ligger 2,2 meter över havet.

## Delavrinningsområde
Västerbyträsket ingår i det delavrinningsområde (656684-166418) som SMHI kallar för Rinner till Nämdöfjärden. Medelhöjden är 13 meter över havet och ytan är 2,85 kvadratkilometer. Det finns inga avrinningsområden uppströms utan avrinningsområdet är högsta punkten. Avrinningsområdets utflöde mynnar i havet, utan att ha någon enskild mynningsplats.